# Meister des Kruzifix von Tirstrup
Als Meister des Kruzifix von Tirstrup wird ein frühmittelalterlicher skandinavischer Bildschnitzer bezeichnet. Er erhielt seinen Notnamen nach dem von ihm für eine Kirche in Tirstrup in Dänemark geschaffenen Kruzifix. Das Kruzifix von Tirstrups ist heute im Kopenhagener  Nationalmuseum, in der inzwischen erneuerten Kirche in Tirstrup ist eine Kopie des Werkes zu sehen. 